# Aneomochtherus alexisi
Aneomochtherus alexisi är en tvåvingeart som beskrevs av Tomasovic 2004. Aneomochtherus alexisi ingår i släktet Aneomochtherus och familjen rovflugor. Inga underarter finns listade i Catalogue of Life.